# Хейнрикс, Эйприл
Эйприл Доун Хейнрикс (англ. April Dawn Heinrichs; род. 27 февраля 1964, Денвер) — американская футболистка и футбольный тренер, выступавшая на позиции нападающего. Чемпионка мира (1991) в составе национальной сборной.

## Карьера

### Студенческая карьера
В футболе дебютировала в 1983 году в женском студенческом клубе «Норт Каролайна Тар Хилз», за который выступала на протяжении трёх лет.

### Клубная карьера
В 1988 году стала выступать за женский итальянский футбольный клуб «Прато», в составе которого выступала на протяжении одного сезона своей игровой карьеры.

### Карьера в сборной
В 1986 году дебютировала в официальных матчах в составе женской национальной сборной США по футболу. В 1991 году была капитаном национальной команды, завоевавшей золотые медали на первом чемпионате мира по футболу среди женщин.
Всего в составе сборной приняла участие в 47 матчах, отметившись 37 забитыми мячами.

### Тренерская карьера
После завершения игровой карьеры Хейнрикс стала профессиональным футбольным тренером и тренировала женские футбольные команды ряда американских университетов, включая команды Принстонского университета, Мэрилендского университета в Колледж-Парке и Виргинского университета.
В 1995 году Хейнрикс стала помощником главного тренера женской сборной США по футболу, а в 2000 году возглавила национальную команду. За пять лет работы со сборной ей удалось привести команду к победе на футбольном турнире летних Олимпийских игр 2004 года, а также к серебряной медали турнира 2000 года. Кроме того, в 2003 году команде удалось занять третье место на чемпионате мира.
В 2006 году Хейнрикс на протяжении непродолжительного времени возглавляла команду Калифорнийского университета в Ирвайне. 